# Йорклін (Пенсільванія)
Йорклін (англ. Yorklyn) — переписна місцевість (CDP) в США, в окрузі Йорк штату Пенсільванія. Населення — 1811 особа (2020).

## Географія
Йорклін розташований за координатами 39°59′35″ пн. ш. 76°38′34″ зх. д. / 39.99306° пн. ш. 76.64278° зх. д. (39.992953, -76.642822).  За даними Бюро перепису населення США в 2010 році переписна місцевість мала площу 1,18 км², уся площа — суходіл.

## Демографія
Згідно з переписом 2010 року, у переписній місцевості мешкало 1912 осіб у 743 домогосподарствах у складі 551 родини. Густота населення становила 1625 осіб/км².  Було 765 помешкань (650/км²).
Расовий склад населення:
| - 84,0 % — білих - 7,1 % — чорних або афроамериканців - 2,4 % — азіатів - 0,3 % — корінних американців - 0,1 % — вихідців з тихоокеанських островів - 3,3 % — осіб інших рас |

До двох чи більше рас належало 2,8 %. Частка іспаномовних становила 6,9 % від усіх жителів.
За віковим діапазоном населення розподілялося таким чином: 23,4 % — особи молодші 18 років, 63,5 % — особи у віці 18—64 років, 13,1 % — особи у віці 65 років та старші. Медіана віку мешканця становила 40,3 року. На 100 осіб жіночої статі у переписній місцевості припадало 95,5 чоловіків;  на 100 жінок у віці від 18 років та старших — 92,9 чоловіків також старших 18 років.
Середній дохід на одне домашнє господарство  становив 57 610 доларів США (медіана — 49 921), а середній дохід на одну сім'ю — 67 528 доларів (медіана — 53 462). Медіана доходів становила 42 351 долар для чоловіків та 32 545 доларів для жінок. За межею бідності перебувало 3,6 % осіб, у тому числі 0,0 % дітей у віці до 18 років та 16,0 % осіб у віці 65 років та старших.
Цивільне працевлаштоване населення становило 1150 осіб. Основні галузі зайнятості: виробництво — 19,0 %, освіта, охорона здоров'я та соціальна допомога — 18,7 %, будівництво — 12,2 %, мистецтво, розваги та відпочинок — 11,0 %.